# Перушич, Желько
Желько Перушич (хорв. Željko Perušić, серб. Жељко Перушић; 23 марта 1936, Вораш — 28 сентября 2017) — югославский футболист. Олимпийский чемпион 1960 года и вице-чемпион Европы 1960 года.

## Карьера игрока

### Клубная
Воспитанник футбольной школы команды «Динамо» из Загреба. Футболом начал заниматься в детстве, в 14 лет начал выступать в команде «Дуга Реса». Впервые был заявлен на участие в национальном первенстве в сезоне 1956/1957, выиграв в том сезоне кубок. В сезоне 1957/1958 дебютировал в клубе, выступая на позиции полузащитника. При его помощи хорватские динамовцы взяли титул чемпионов страны в 1959 году. В 1960 и 1963 году Перушич завоёвывал титул вице-чемпиона. Выступал в еврокубках как чемпион страны сезона 1958/1959 и обладатель кубков 1960/1961 и 1963/1964 (также сыграл на Кубке Ярмарок).
В 1965 году уехал в Германию играть за «Мюнхен 1860», где выступал в команде с Петаром Раденковичем, Гансом Кюпперсом, Отто Луттропом, Альфредом Хайссом, Петером Гроссером и Фрихельмом Коницкой под руководством Макса Меркеля. Стал чемпионом ФРГ в первом же сезоне, проведя 34 матча. В 1970 году переехал в Швейцарию (в Германии сыграл всего 138 матчей и забил один гол), где выступал в «Санкт-Галлене» как игрок и играющий тренер. В возрасте 38 лет завершил свою карьеру.

### В сборной
Провёл 27 матчей за сборную страны, стал чемпионом Олимпийских игр 1960 года и вице-чемпионом Европы 1960 года. На первенстве Европы участвовал, начиная с четвертьфинального этапа (оба матча с португальцами). 8 мая 1960 сыграл в Лиссабоне, где не справился с Германо и Марио Колуна (португальцы выиграли 2:1), однако 22 мая в Белграде португальцы были разбиты со счётом 5:1. В полуфинале 6 июля в упорнейшем поединке с Францией во главе с Раймоном Копа югославы одержали победу со счётом 5:4 и вышли в финал, однако 10 июля там обессилевших плави ждала мощная команда СССР, которая в дополнительное время победила со счётом 2:1. Перушич играл в финале под номером 6.
В августе-сентябре 1960 года югославы играли на олимпийском футбольном турнире в Риме. Перушич стал олимпийским чемпионом после победы 10 сентября 1960 со счётом 3:1 над Данией: ему удалось справиться со своим подопечным Харальдом Нильсеном, профессиональным игроком итальянской «Болоньи».